# Rodópoli (ort i Grekland, Mellersta Makedonien)
Rodópoli (Rodopoli) är en ort i Grekland.   Den ligger i prefekturen Nomós Serrón och regionen Mellersta Makedonien, i den norra delen av landet, 400 km norr om huvudstaden Aten. Rodópoli ligger 98 meter över havet och antalet invånare är 820.
Terrängen runt Rodópoli är varierad. Runt Rodópoli är det ganska glesbefolkat, med 26 invånare per kvadratkilometer. Närmaste större samhälle är Drosáto, 19,6 km sydväst om Rodópoli. Trakten runt Rodópoli består till största delen av jordbruksmark.